# Inabitazione
L'Inabitazione (o coabitazione) è un concetto di teologia cattolica atto a indicare una presenza particolare di Dio nell'anima di una persona.
Tale fenomeno è descritto nell'ambito delle esperienze sensibili dei mistici cristiani e di altre religioni. Può essere attribuito alla presenza del Dio Uno e Trino (Inabitazione Trinitaria), ma anche alla presenza di entità spirituali, quali gli angeli di Dio. La presenza si rivela attraverso doni spirituali non posseduti dall'individuo e la sua partecipazione alla vita vera di uno spirito angelico o dello Spirito Santo.
Il Catechismo della chiesa cattolica ammette l'esistenza di molteplici modi della Presenza reale di Gesù Cristo risorto e asceso alla destra del Padre Dio, all'interno dell'ordine naturale (nn. 1373 e 1374). L'Eucaristia è il più importante, ma non l'unico di essi.

## Inabitazione trinitaria
L'Inabitazione Trinitaria appartiene alla tradizione patristica, ma non fu mai tematizzata nella tradizionale dottrina della grazia. Essa consiste, secondo la terminologia di Karl Rahner nell'autopartecipazione di Dio al singolo uomo, in cui Dio è simultaneamente donante e dono. 
L'inabitazione è la sostanza dell'esperienza mistica. 
La mistica Itala Mela ha elaborato una teologia riconosciuta dalla Chiesa cattolica, riguardo a un'inabitazione cosciente e libera della Trinità nei cristiani. Nella sua esperienza mistica, colui che inabita è Dio, e non una delle tre divine persone, mentre l'inabitato è il cuore, organo del corpo deputato naturalmente all'ingresso di Dio e ad essere Tempio del Suo Spirito.
L'Inabitazione fu menzionata anche dalla beata Elisabetta della Trinità che parlò di presenza reale di Dio nella propria anima, anziché della presenza di una o più delle tre divine persone. In modo simile alla testimonianza di Itala Mela, anche la lettera al canonico Angles del 15 luglio 1903 sembra localizzare la divina presenza nel cuore della beata, inteso anche come sede dell'anima:
(Suor Elisabetta della Trinità, Lettera al canonico Angles. 15 luglio 1903)
Secondo padre Stefano De Fiores, amico dell'abate Luigi Crippa:
(Luigi Crippa, 2014)

## Fondamenti biblici
Nel Vangelo di Giovanni si parla dell'inabitazione:
(Gv 14, 23-29)
e del Consolatore (Giovanni 14:15-17):
"Io pregherò il Padre ed egli vi darà un altro Consolatore perché rimanga con voi lo Spirito di verità (in greco πνεῦμα ἀληθείας, il soffio vitale di una verità che si rivela) che il mondo non può ricevere perché non lo vede e non lo conosce. Voi lo conoscete perché egli dimora presso di voi e sarà in voi (παρ'ὑμῖν μένει καὶ ἐν ὑμῖν ἔσται)
e più avanti:
"dove Io vado voi non potrete venire; ma non vi lascerò soli, vi mando un Consolatore che resterà con voi fino alla fine dei giorni".
La presenza divina è resa possibile dal fatto che Dio è amore (Rom 5,5; 1Gv 4,8)
Il termine greco Paraclito, che indica lo Spirito Santo, è reso anche con la parola "Consolatore". Indica la Reale Presenza dello Spirito Santo nel cuore dell'uomo unitamente alle altre due divine Persone della SS. Trinità. Lo Spirito Santo è invisibile e incorporeo (immateriale) come gli angeli, creati a sua immagine e somiglianza. Egli è colui che rende spirituale il corpo divino-umano del Padre Dio e del Figlio Dio, rendendo possibile l'Inabitazione Trinitaria: se Dio non fosse Spirito, il Suo corpo non potrebbe essere, stare, vivere e abitare dentro un corpo umano finito e mortale. Questo aspetto, secondo Itala Mela, fu valido tanto per Gesù Cristo quanto per i Suoi figli più autentici premiati dalla Sua divina Presenza Reale.

## Nella Patristica
San Cirillo d'Alessandria utilizzò i termini "grazia" (charis), comunione (koinonia) e partecipazione (metexcho) per descrivere la relazione scambievole fra lo Spirito Santo e i suoi fedeli. Lo Spirito Santo opera per condurre i fedeli a vivere la vita di Dio nella propria, partecipando alla comunione delle tre Divine Persone della SS. Trinità.
Agostino da Ippona affermò che quella voce della coscienza, che riflettendo, fa intuire cosa è bene e cosa è male, è Dio stesso che parla dentro di noi, "più intimo a noi di noi stessi" (De Trinitate), perché scruta la profondità dell'Io, mentre i cristiani non si accorgono della sua presenza, e  quanti se ne accorgono non possono comunque conoscere l'infinito.

Per la teologia, l'ascolto della Parola è il momento in cui mediante Il Verbo proferito da un figlio di Dio già inabitato nel suo cuore la presenza reale di Gesù si reca a inabitare anche chi ascolta. L'inabitazione di Gesù, che è anche la Legge nella coscienza del cristiano, supera il contrasto fra universale e particolare nella Legge. La teologia confida che i cristiani siano in grado con la loro coscienza di capire se una legge civile è o meno contro la religione, perché ritiene che in ogni credente vive Gesù.

## Nelle altre religioni
Se Dio non viene interpretato in senso triteistico, ma ci si attiene alla fede in un Dio unico, l'esperienza dell'inabitazione è un punto di contatto con il giudaismo, in cui si utilizza il termine Shekinah per esprimere un concetto analogo, e con l'islamismo.

## Effetti miracolosi
Secondo il vangelo (Giovanni 14:13-17) l'inabitazione è da collegarsi con effetti miracolosi, che sarebbero la manifestazione della presenza divina.
Per esempio il corpo avrebbe la facoltà di spostarsi istantaneamente nello spazio, anche in luoghi estremamente lontani tra loro. La Bibbia attribuisce tale facoltà:
- agli angeli di Dio e di Satana: Tobia 8:1-3[10] in cui l'arcangelo Raffaele apparve all'istante in Egitto inseguendo il demone Asmodeo;
- alla creatura umana terrena, in Atti 8:39-40[11]: il diacono Filippo che avvolto, rapito dallo Spirito del Signore, si ritrovò ad Àzoto;
- alla creatura umana ultraterrena: Mosè e Elia nella trasfigurazione di Gesù sul Tabor secondo Marco 9:4,8[12]
- a Gesù Cristo stesso: nella manifestazione ai discepoli di Emmaus[13] e di nuovo poi davanti a loro e agli Undici (Luca 24:33-43[14]), senza che vi sia menzione di una presenza di Gesù durante il tragitto di sette miglia che separava Emmaus da Gerusalemme.

La stessa partecipazione alla natura spirituale del Corpo di Cristo permise ai Dodici apostoli di recarsi in tutta la terra (Marco 16:15-20, Matteo 28:8-20). Secondo la tradizione, essi non furono clerici vagantes, cioè dei predicatori nomadi vietati dal Magistero successivo, bensì ebbero una precisa zona di assegnazione nella quale vissero e subirono il martirio. L'area di interesse fu comunicata dallo Spirito Santo, donato ad essi il giorno di Pentecoste, il quale ebbe facoltà di replicare quanto già operato sul diacono Filippo, che beneficiava di una minore grazia sacramentale inferiore a quella degli apostoli.
L'inabitazione degli angeli
L'ingresso di un'entità spirituale nel corpo umano è contemplata nell'indiamento e nei casi di possessione demoniaca che sono oggetto degli esorcismi. L'angelo Satana entrò nel corpo di Giuda Iscariota dopo il tradimento (Giovanni 13.21-30). 
I presenti al martirio di Stefano protodiacono e martire videro il suo volto apparire con l'aspetto di un angelo, mentre egli levava lo guardo al cielo (Atti 6:1.7).
Daniele 1 descrive la vicenda di Azaria, Anania e Misaele la cui bellezza e floridità del volto, quasi angeliche, dopo dieci giorni di dieta ebraica penitenziale convincono il re caldeo a trattenerli a corte. L'opera Dio predispone il favore del capo dei funzionari.  

I tre protomartiri ricevono il dono di una sapienza che nella loro interazione di gruppo si rivela estesa a qualsiasi ramo del sapere e di una qualità superiore a qualsiasi altro cortigiano del re. Il loro dono è completato dall'interpretazione di sogni e visioni, che a loro volta sono l'anello mancante al carisma profetico di Daniele.
L'angelo è menzionato solamente al momento dell'ingresso nella fornace. Tuttavia, sono attribuiti allo Spirito Santo e agli angeli i doni dei giovani della Tribù di Giuda, la stessa di Davide e Gesù. 
 
L'intero episodio menziona Dio e un angelo, probabilmente in un caso di inabitazione di molteplici corpi contemporaneamente. Ciò è possibile nell'ambito della Comunione dei santi secondo la quale le creature viventi e trapassate possono condividere il medesimo angelo custode e la comunione di carismi spirituali che ne consegue.